# لوچیان سنمرتن
لوچیان یولیان سنمرتن (رومانیایی: Lucian Iulian Sânmărtean؛ زادهٔ ۱۳ مارس ۱۹۸۰) بازیکن فوتبال پیشین اهل رومانی است.

## باشگاهی
از باشگاه‌هایی که در آن بازی کرده‌است می‌توان به پاناتینایکوس، اوترخت، استوا بخارست، الاتحاد و التعاون اشاره کرد.

## تیم ملی
وی همچنین در تیم ملی فوتبال رومانی بازی کرده‌است.